# Limnephilus granti
Limnephilus granti là một loài Trichoptera trong họ Limnephilidae. Chúng phân bố ở miền Tân bắc.